# Colin Blakely
Colin Blakely (23 de septiembre de 1930 – 7 de mayo de 1987) fue un actor británico.

## Biografía
Su nombre completo era Colin George Blakely, y nació en Bangor, Irlanda del Norte. Blakely estudió en la Sedbergh School, y a los 18 años empezó a trabajar en una tienda de deportes de su familia en Belfast. Más adelante se ocupó cargando madera en el ferrocarril, y en 1957, tras varias experiencias como actor aficionado en el Bangor Drama Club, actuó como profesional con el Group Theatre de Belfast.
En 1957, con 27 años, Blakely debutó sobre los escenarios con el papel de Dick McCardle en Master of the House. Actuó igualmente en varias producciones del Ulster Group Theatre, entre ellas la obra de Gerard McLarnon Bonefire (1958) y la de Patricia O'Connor A Sparrow Falls (1959). Entre 1957 y 1959 actuó para el Royal Court Theatre, participando en Cock-A-Doodle Dandy, Serjeant Musgrave's Dance y, con buen resultado de la crítica, The Naming of Murderers Rock. En 1961 se sumó a la Royal Shakespeare Company en Stratford-upon-Avon y, entre 1963 y 1968, actuó con el National Theatre en el Old Vic. 
Para la televisión, en esa misma época Blakely actuaba en la serie "Armchair Theatre" (episodio de 1962 "The Hard Knock"), y en Man in a Suitcase (1967), bajo la dirección de Charles Crichton. En 1969 tuvo una actuación controvertida, el papel de Jesucristo en la emisión televisiva de la obra de Dennis Potter Son of Man, con la cual ganó el reconocimiento del público. A partir de entonces fue un habitual actor televisivo, y ese mismo año tuvo el papel protagonista en la adaptación de la BBC de una novela de Anthony Trollope, The Way We Live Now.
Mientras trabajaba para la televisión, Blakely continuaba actuando sobre los escenarios, participando en obras como The Recruiting Officer, Santa Juana, The Royal Hunt of the Sun, Filumena Marturano, Volpone y Oedipus. Volvió a la Royal Shakespeare en 1972 con la obra de Harold Pinter Viejos tiempos, actuando posteriormente en varios de los teatros del West End londinense.
Con respecto a su trabajo cinematográfico, entre sus papeles para la gran pantalla figuran el de Maurice Braithwaite en This Sporting Life (1963), Vahlin en The Long Ships (1964), Matthew en A Man for All Seasons (1966), el Doctor Watson en The Private Life of Sherlock Holmes (1970), y Siegfried Farnon en It Shouldn't Happen to a Vet (1975). Pero rodó otras muchas películas, entre las cuales se encuentran El joven Winston (1972), The National Health (1973), Murder on the Orient Express (1974), La pantera rosa ataca de nuevo (1976), Equus (1977), Los perros de la guerra  (1980), Nijinsky (1980) y Muerte bajo el sol (1982).
Notable actor shakespeariano, Blakely actuó en televisión como Antonio en Antonio y Cleopatra (1981), bajo la dirección de Jonathan Miller, como parte  de la serie BBC Television Shakespeare. Además, en 1983 actuó para ITV Granada en una versión de El rey Lear que protagonizó Laurence Olivier. Otras producciones televisivas en las que participó fueron Loophole (1981), The Beiderbecke Affair (1985), Operation Julie (1985) y Paradise Postponed (1986).
Colin Blakely falleció en Londres, Inglaterra, a causa de una leucemia, en 1987. Había estado casado con la actriz Margaret Whiting durante 26 años, y tenía tres hijos, entre ellos gemelos.

## Filmografía (selección)
- 1960 : Saturday Night and Sunday Morning
- 1961 : The Hellions
- 1962 : The Password Is Courage
- 1963 : This Sporting Life
- 1963 : The Informers
- 1964 : The Long Ships
- 1964 : Never Put It in Writing
- 1964 : Allez France!
- 1966 : A Man for All Seasons
- 1966 : The Spy with a Cold Nose
- 1967 : Charlie Bubbles
- 1967 : The Day the Fish Came Out
- 1968 : The Vengeance of She
- 1968 : Decline and Fall... of a Birdwatcher
- 1969 : Alfredo el Grande
- 1970 : The Private Life of Sherlock Holmes
- 1972 : Something to Hide
- 1972 : El joven Winston
- 1973 : The National Health
- 1974 : Murder on the Orient Express
- 1975 : Galileo
- 1975 : It Shouldn't Happen to a Vet
- 1976 : La pantera rosa ataca de nuevo
- 1977 : Equus
- 1978 : The Big Sleep
- 1979 : Meetings with Remarkable Men
- 1980 : The Day Christ Died (telefilm)
- 1980 : Nijinsky
- 1980 : Little Lord Fauntleroy
- 1980 : Los perros de la guerra
- 1981 : Loophole
- 1981 : Nailed (telefilm)
- 1982 : Muerte bajo el sol
- 1982 : Tras la pista de la pantera rosa
- 1983 : Red Monarch (telefilm)
- 1984 : Don Camillo